# 劉維嵩
劉維嵩（1534年—？），字鎮中，廣東廣州府增城縣（今新塘镇石下村）人，民籍，明朝政治人物。

## 生平
嘉靖三十七年（1558年）戊午科廣東鄉試第三十五名舉人，隆慶二年（1568年）中式戊辰科會試第六十四名，三甲第二百十二名進士。授大理寺評事。以奉养祖母，疏请辞官，卒于家。

## 家族
曾祖劉玉；祖父劉世熙；父劉沛。母吳氏；繼母楊氏、鍾氏。慈侍下。弟劉維崑、劉維岕。